# Jarovnice
Jarovnice é um município da Eslováquia, situado no distrito de Sabinov, na região de Prešov. Tem 20,17 km² de área e sua população em 2018 foi estimada em 7.027 habitantes.

## Demografia
| Ano:        | 1994 | 2004    | 2014    | 2024    |
| ----------- | ---- | ------- | ------- | ------- |
| Broj ljudi: | 3377 | 4562    | 6110    | 8261    |
| Razlika:    |      | +35,09% | +33,93% | +35,20% |

| Ano:               | 2023 | 2024   |
| ------------------ | ---- | ------ |
| Número de pessoas: | 7992 | 8261   |
| Diferença:         |      | +3,36% |